# Downe

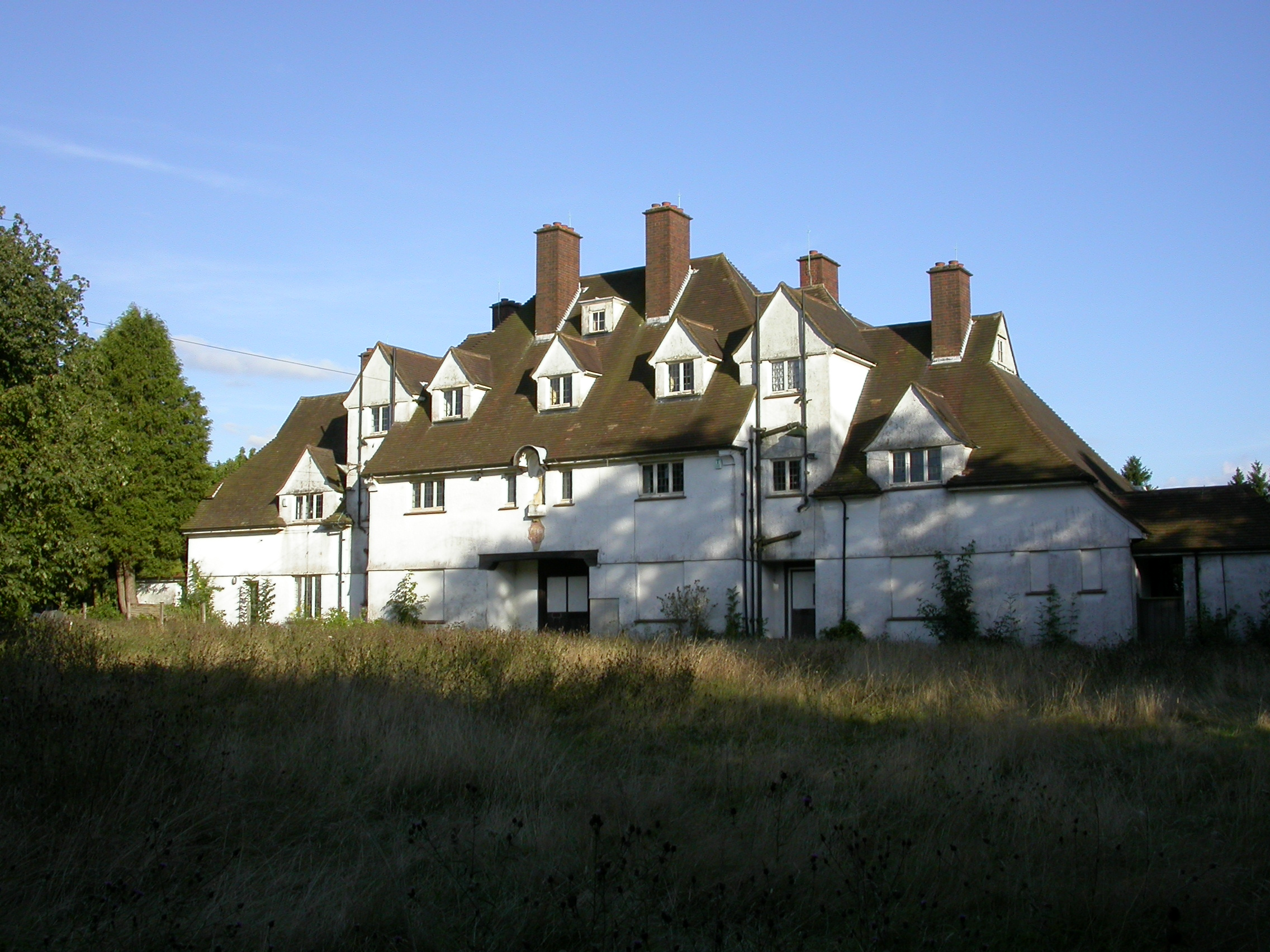
Landhuis

Downe is een dorp in het Engelse district Bromley vlak ten zuidoosten van Londen. Het ligt in een beboste vallei ongeveer 5 km ten zuidwesten van Orpington en 23 km ten oosten van Charing Cross.
Het dorp is bekend vanwege Down House, waar de bioloog Charles Darwin 40 jaar woonde tot zijn dood in 1882. Het huis is sinds 1954 geregistreerd als museum, gewijd aan deze geleerde en zijn werk. De Royal College of Surgeons heeft een onderzoekscentrum in Downe gevestigd in Buckston Browne Farm. Het centrum zorgde voor publiciteit in de jaren tachtig van de 20e eeuw vanwege de vivisectietechnieken die er werden toegepast. In augustus 1984 werd het bestormd door activisten van de Animal Liberation League. Tegenwoordig is het gebouw heringericht als fitnesscentrum.
In Downe bevindt zich tevens een Scoutcentrum, waar om de 4 jaar een Internationaal Kamp wordt gehouden.
Downe heeft geen station, maar is per openbaar vervoer door twee busdiensten verbonden met Bromley, Biggin Hill en Orpington.